# Клисура (Благоевградская область)
Клисура (болг. Клисура) — село в Благоевградской области Болгарии. Входит в состав общины Благоевград. Находится примерно в 15 км к западу от центра города Благоевград. По данным переписи населения 2011 года, в селе  проживало 28 человек, преобладающая национальность — болгары.

## Население
| Год     | 1934 | 1946 | 1956 | 1965 | 1975 | 1985 | 1992 | 2001 | 2011 |
| ------- | ---- | ---- | ---- | ---- | ---- | ---- | ---- | ---- | ---- |
| Жителей | 591  | 645  | 461  | 222  | 91   | 69   | 44   | 26   | 28   |

|  |